# Бахаме на Светском првенству у атлетици на отвореном 2011.
Бахаме су учествовали на Светском првенству у атлетици на отвореном 2011. одржаном у Тегуу од 27. августа до 4. септембра. Репрезентацију Бахама представљала су 17 такмичара (10 мушкараца и 7 жена) у 11 атлетских дисциплина (7 мушких и 4 женске).
На овом првенству Бахаме су освојили 1 бронзану медаљу. Није било светских и националних рекорда, само је постављен 1 лични и два лична рекорда сезоне. Овим успехом Бахамска атлетска репрезентација је у укупном пласману делила 33. до 41. место од укупно 204 земаље учеснице. У табели успешности према броју и пласману такмичара који су учествовали у финалним такмичењима (првих 8 такмичара) Бахами су били 31 са 11 бодова, од 66 учесница које су рангиране по овом основу.
| Плас. | Земља  | 1. место | 2. место | 3. место | 4. место | 5. место | 6. место | 7. место | 8. место | Бр. финал. | Бод. |
| ----- | ------ | -------- | -------- | -------- | -------- | -------- | -------- | -------- | -------- | ---------- | ---- |
| 19.   | Бахаме | 0        | 0        | 1        | 0        | 0        | 1        | 1        | 0        | 3          | 11   |

Најуспешнији такмичар Бахама био је Тревор Бари, која је у дисциплини скок увис освојио једину медаљу.

## Селекција атлетичара
За учешће на првенству, Бахамска атлетска асоцијација је објавила екипу од 18 спортиста као мешавину искуства и младости.. Екипу су предводили светска првакиња и бронзана са последњих Олимпијских игара на 200 метара Деби Фергусон Макензи, бивши светски првак из Осаке 2007. у скоку увис Доналд Томас, и бронзани троскокаш Ливен Сендс из из Пекинга 2008.. Следећи спортисти појавили на прелиминарној листи учесника,, али не и на званичном почетку првенства где је сисак измењен и укупан број је 17 такмичара
| Легенда: | Укинуте дисциплине | Такмичили се у другој дисциплини |

|          | Дисциплина | Атлетичари            |
| -------- | ---------- | --------------------- |
| Мушкарци | 4 x 400 м  | Мајкл Метју           |
| Мушкарци | 4 x 400 м  | Деметријус Пајндер    |
| Мушкарци | 4 x 400 м  | Крис Браун            |
| Жене     | 100 м      | Деби Фергусон Макензи |
| Жене     | 100 м      | Антоник Стракан       |
| Жене     | 4 x 100 м  | Бјанка Стјуарт        |
| Жене     | 4 x 100 м  | Caché Armbrister      |

## Учесници
| Мушкарци: - Адријан Грифит — 100 м - Мајкл Метју — 200 м - Крис Браун — 400 м - Деметријус Пајндер — 400 м - Рамон Милер — 400 м, 4 х 400 м - Авард Монкур — 4 х 100 м - Андре Вилијамс — 4 х 100 м - Латој Вилијамс — 4 х 100 м - Доналд Томас — Скок увис - Тревор Бери — Скок увис - Рејмонд Хигс — Скок удаљ - Леван Сандс — Троскок | Жене: - Шеника Фергусон — 100 м и 4 х 100 м - Деби Фергусон Макензи — 200 м и 4 х 100 м - Антоник Стракан — 200 м и 4 х 100 м - Нивеа Смит — 200 м и 4 х 100 м - Бјанка Стјуарт — Скок удаљ |  |

## Освајачи медаља

### Бронза
- Тревор Бери — Скок увис

## Резултати

### Мушкарци
| Атлетичар                                              | Дисциплина | Лични рекорд | Квалификације | Квалификације     | Група             | Група             | Полуфинале           | Полуфинале           | Финале                | Финале               | Детаљи |
| Атлетичар                                              | Дисциплина | Лични рекорд | Резултат      | Место             | Резултат          | Место             | Резултат             | Место                | Резултат              | Место                | Детаљи |
| ------------------------------------------------------ | ---------- | ------------ | ------------- | ----------------- | ----------------- | ----------------- | -------------------- | -------------------- | --------------------- | -------------------- | ------ |
| Адријан Грифит                                         | 100 м      | 10,19        |               |                   | Дисквалификован   | Дисквалификован   | Није се квалификовао | Није се квалификовао | Није се квалификовао  | Није се квалификовао |        |
| Мајкл Метју                                            | 200 м      | 20,38        | 20,46         | 2 у гр 2 КВ       | Није завршио трку | Није завршио трку | Није се квалификовао | Није се квалификовао |                       |                      |        |
| Крис Браун                                             | 400 м      | 44,40 НР     | 45,29         | 1 у гр 5 КВ       | 45,54             | 3 у гр 2          | Није се квалификовао | 11/40                |                       |                      |        |
| Деметријус Пајндер                                     | 400 м      | 44,99        | 45,53         | 4 у гр 2 КВ       | 45,87             | 7 у гр 3          | Није се квалификовао | 15/40                |                       |                      |        |
| Рамон Милер                                            | 400 м      | 44,40        | 45,31         | 3 у гр 4 КВ, ЛРС  | 45,88             | 5 у гр 1          | Није се квалификовао | 16/40                |                       |                      |        |
| Рамон Милер Авард Монкур Андре Вилијамс Латој Вилијамс | 4 x 400 м  | 2:57,32 НР   |               |                   |                   |                   | 3:01,54              | 4 у гр 2             | Нису се квалификовали | 9/16                 |        |
| Рејмонд Хигс                                           | Скок удаљ  | 8,15         | 7,72          | 12 у гр. Б        |                   |                   |                      |                      | Није се квалификовао  | 25/36                |        |
| Леван Сандс                                            | Троскок    | 17,59 НР     | 17,13         | 3 у гр. А КВ, ЛРС | 17,21 ЛРС         | 7 / 31            |                      |                      |                       |                      |        |
| Тревор Бери                                            | Скок увис  |              | 2,28          | 6 у гр. Б КВ      | 2,32 ЛР           |                   |                      |                      |                       |                      |        |
| Доналд Томас                                           | Скок увис  | 2,35         | 2,31          | 3 у гр. А КВ      | 2,20              | 11 / 34           |                      |                      |                       |                      |        |

### Жене
| Атлетичарка                                                      | Дисциплина | Лични рекорд | Квалификације | Квалификације | Група    | Група       | Полуфинале            | Полуфинале | Финале                | Финале | Детаљи |
| Атлетичарка                                                      | Дисциплина | Лични рекорд | Резултат      | Место         | Резултат | Место       | Резултат              | Место      | Резултат              | Место  | Детаљи |
| ---------------------------------------------------------------- | ---------- | ------------ | ------------- | ------------- | -------- | ----------- | --------------------- | ---------- | --------------------- | ------ | ------ |
| Шеника Фергусон                                                  | 100 м      | 11,17        |               |               | 11,36    | 2 у гр 1 КВ | 11,59                 | 5 у гр 1   | Није се квалификовала | 22/73  |        |
| Деби Фергусон Макензи                                            | 200 м      | 22,19 НР     | 22,86         | 3 у гр 5 КВ   | 22,85    | 3 у гр 2 кв | 22,96                 | 6/40       |                       |        |        |
| Антоник Стракан                                                  | 200 м      | 22,70        | 23,20         | 4 у гр 4 КВ   | 23,85    | 7 у гр 3    | Није се квалификовала | 23/40      |                       |        |        |
| Нивеа Смит                                                       | 200 м      | 22,71        | 23,09         | 4 у гр 1 КВ   | 23,06    | 6 у гр 1    | Није се квалификовала | 15/40      |                       |        |        |
| Шеника Фергусон Нивеа Смит Антоник Стракан Деби Фергусон Макензи | 4 x 100 м  | 41,92 НР     |               |               |          |             | 50,62                 | 6 у гр 3   | Нису се квалификовале | 18/21  |        |
| Бјанка Стјуарт                                                   | Скок удаљ  | 6,81 НР      | 6,44          | 9 у гр. А     |          |             |                       |            | Није се квалификовала | 17/36  |        |